# Michail Alexandrovič Šolochov
Michail Alexandrovič Šolochov (rusky: Михаил Александрович Шолохов; 11. květnajul./ 24. května 1905greg., Kružilino ve Věršenské stanici, Ruské impérium – 21. února 1984, Věšenská, Sovětský svaz) byl sovětský spisovatel, nositel Nobelovy ceny za literaturu.

## Život

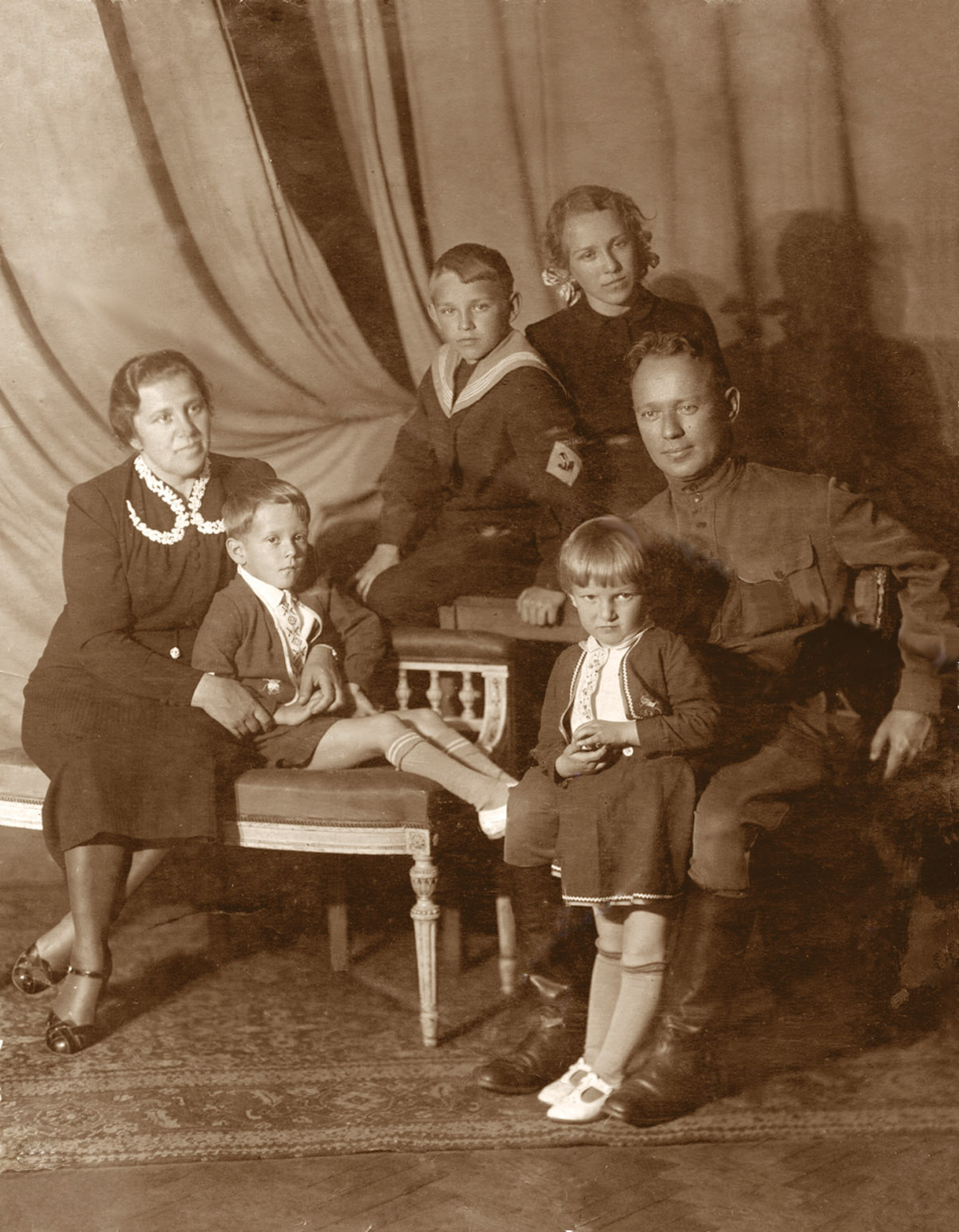
Michail Šolochov s manželkou a dětmi

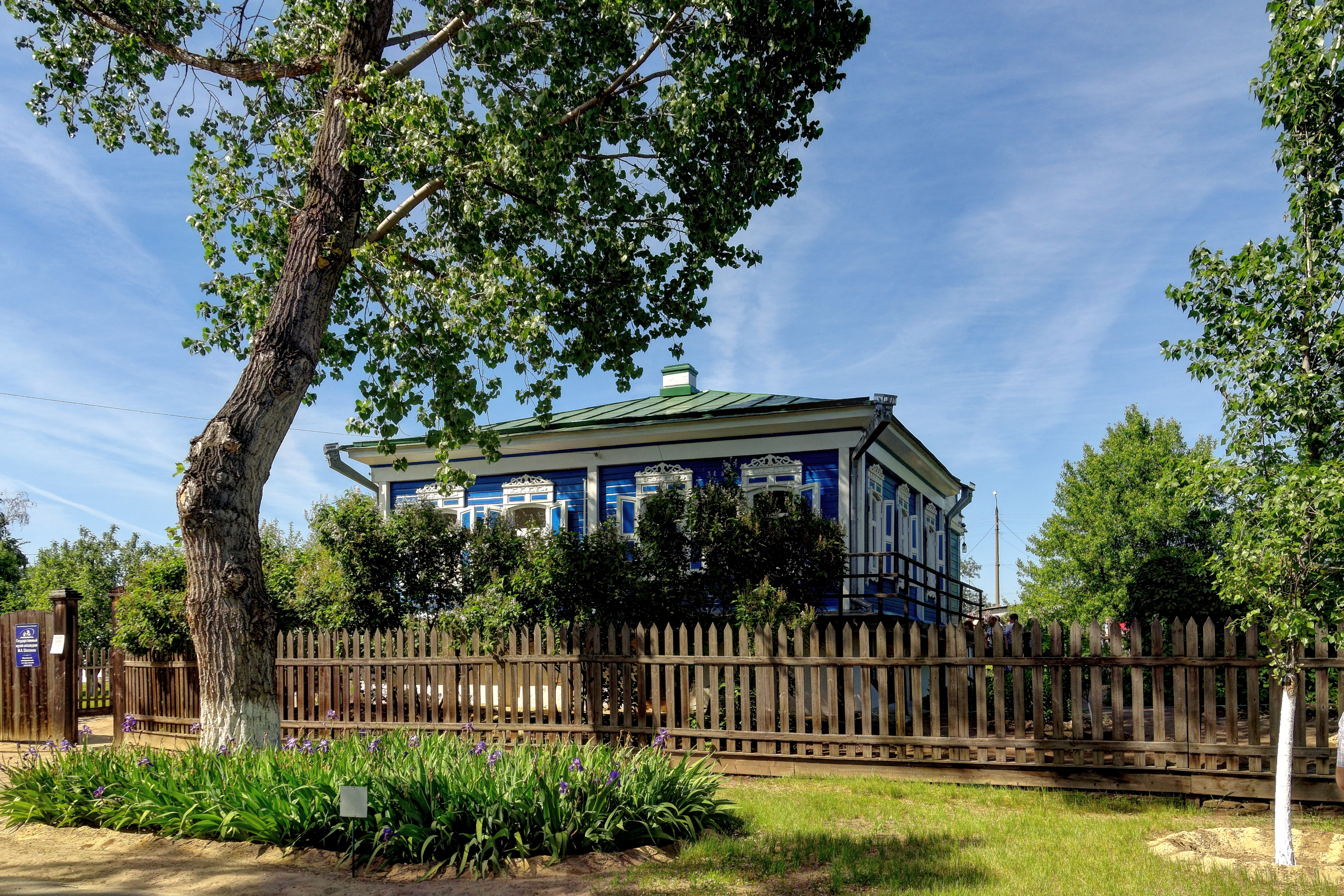
Muzeum M.A.Šolochova ve Věšenské

Pocházel z Kružilina v Rostovské oblasti a na Donu strávil většinu života. Rodnému kraji zasaženému občanskou válkou i dalšími společenskými proměnami věnoval Šolochov podstatnou část tvorby.
Studoval na gymnáziu, kde napsal své první verše. V době občanské války vstoupil v patnácti letech do zásobovacího oddílu Rudé armády. V roce 1922 odešel do Moskvy. Vystřídal několik zaměstnání: učitel, osvětový pracovník, kameník, účetní. Současně začal psát fejetony a hry pro dramatický kroužek. Po dvou letech se vrátil zpět do rodné oblasti a od roku 1926 se usadil v kozácké vesnici Věšenské, kde prožil celý život. V roce 1924 se oženil s učitelkou Marií Petrovnou Gromoslavskou, se kterou měl čtyři děti.
V roce 1932 vstoupil do komunistické strany Sovětského svazu, od roku 1961 byl volen za člena ústředního výboru KSSS. Již v roce 1934 byl členem vedení Svazu sovětských spisovatelů a roku 1939 se stal členem Akademie věd. Byl také poslancem Nejvyššího sovětu SSSR.
Druhé světové války se účastnil jako válečný dopisovatel deníku Pravda.
Za čtyřdílný Tichý Don byl dekorován vysokým státním vyznamenáním. V roce 1960 mu byla udělena Leninova cena. V roce 1965 obdržel Šolochov za své celoživotní dílo Nobelovu cenu. Zemřel v roce 1984 na rakovinu hrtanu. Pochován je ve Věšenské u domu, kde bydlel. Bylo v něm zřízeno muzeum M.A.Šolochova.

## Dílo
Počátky jeho tvorby byly ovlivněny expresionismem a naturalismem. Častým námětem mu bylo rodné kozácké prostředí nejprve z doby ruské občanské války a později z doby druhé světové války.
Poprvé publikoval v roce 1923. Časopisecky tištěné povídky byly sebrány v roce 1926 do knížek Donské povídky a Azurová step. V letech 1928–1941 vydal čtyřdílnou epopej Tichý Don I–IV. Dílo líčí život donských kozáků v období první světové války, Velké říjnové revoluce a ruské občanské války. Za toto dílo obdržel v roce 1941 státní cenu.
Dalším obsáhlým dílem je román Rozrušená země (1932–1959) o kolektivizaci zemědělství na Donu (oceněno v roce 1960 Leninovou cenou). Ze svých prací z doby Velké vlastenecké války, kdy působil jako vojenský dopisovatel, sestavil knihy Škola nenávisti (1942), Bojovali za vlast (1943) a Osud člověka (1957). Jeho rukopisy shořely za války při bombardování Věšenské.

### Výběr děl
- 1925 – Donské povídky
- 1926 – Azurová step
- 1928–1940 – Tichý Don – čtyřdílný román
- 1932, 1960 – Rozrušená země
- 1942 – Škola nenávisti
- Bojovali za vlast (od roku 1943 časopisecky)
- 1957 – Osud člověka
- Slovo o vlasti
- Sebrané spisy